# Sausalito
Sausalito è una città della contea di Marin, in California, nelle vicinanze di San Francisco e del Golden Gate Bridge.

## Storia
Durante la seconda guerra mondiale fu un centro molto attivo nella costruzioni di navi, ma col tempo ha perso la sua vocazione industriale per trasformarsi in un'amena località turistica, nonché in una delle zone residenziali più ricche nelle vicinanze di San Francisco.

## Economia
Al censimento del 2000, aveva 7 330 abitanti. La piccola cittadina è famosa per il grande numero di orefici che vi hanno l'attività.

## Geografia fisica
Sausalito è a 37°51'28" Nord, 122°29'25" Ovest. Fa parte della San Francisco Bay Area.